# Ernst von Bothmer (Diplomat)

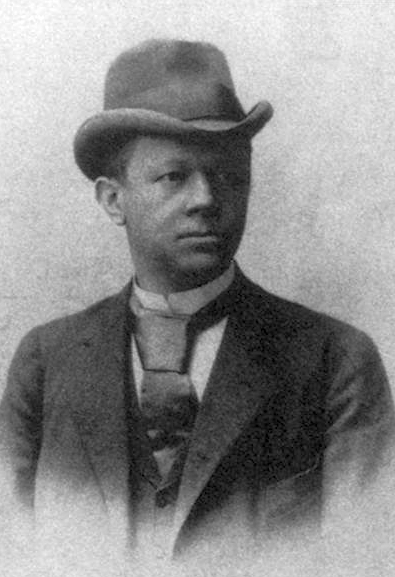
Ernst von Bothmer

Ernst von Bothmer (* 18. April 1841 in Nienburg/Weser; † 1. Oktober 1906 in Heidelberg) war ein deutscher Diplomat.

## Leben
Ernst von Bothmer war Sohn des hannoverschen Politikers Friedrich von Bothmer. Er studierte Rechtswissenschaften an den Universitäten Heidelberg, Göttingen und Jena. An diesen Studienorten wurde er Mitglied der Corps Vandalia Heidelberg (1862), Bremensia Göttingen (1864) und Franconia Jena (1865). Auf Antrag des Heidelberger Senioren-Convents erarbeitete er für den beauftragten Göttinger Senioren-Convent zur Vorlage auf dem zu Pfingsten 1867 in Kösen stattfindenden jährlichen Kösener Congress der Corps des Kösener Senioren-Convents-Verbandes ein Selbstbestimmungspapier, welches mit geringen Modifikationen angenommen und verabschiedet wurde. Es wurde 1869 mit einigen Ergänzungen als Papier der Standortbestimmung unter dem Titel Was sind und wollen die deutschen Corps? durch den Vorort Göttingen im Druck veröffentlicht.
 

Nach dem Ersten Staatsexamen wurde von Bothmer 1868 Auskultator in Celle und 1873 Gerichtsassessor in der preußischen Justizverwaltung. Er wurde bei der Staatsanwaltschaft bei dem Appellationsgericht Arnsberg und bei dem Appellationsgericht in Ratibor beschäftigt und ließ sich 1875 von der Justizverwaltung für den Einsatz im Auswärtigen Amt zunächst beurlauben. Ernst von Bothmer wurde 1877 preußischer Vizekonsul in Konstantinopel, desgleichen 1880 in Jassy und 1881 Konsul in Bukarest. Von Anfang 1883 bis Ende 1884 war er zugleich Delegierter in der Europäischen Donaukommission. Ab 1885 vertrat er die Interessen des Deutschen Kaiserreichs in Norwegen als Generalkonsul in Christiania, wo das Storting 1884 den Parlamentarismus für Norwegen als erste Stufe zur Unabhängigkeit von Schweden (1905) durchgesetzt hatte. Das deutsche Kaiserreich stand in dieser Frage auf der Seite des Unionskönigs Oskar II. in Stockholm. Am 22. Dezember 1885 berichtete von Bothmer an den Reichskanzler Otto von Bismarck

„das norwegische Königreich ist nur noch ein wurmstichiges Galion[s]bild am Staatsschiffe, eine falsche Flagge, unter welcher republikanische Waare segelt [...] So bereiten sich allem Anschein schwere Stürme auf der skandinavischen Halbinsel vor [...]“

 Ab 1887 war Ernst von Bothmer Wirklicher Legationsrat und Vortragender Rat in der Rechtsabteilung des Amtes in Berlin, wo er 1890 zum Geheimen Legationsrat befördert wurde. 
Bothmer gilt als Informant hinter einer Reihe von Kladderadatsch-Artikeln, die 1893/94 erschienen und Friedrich August von Holstein scharf kritisierten. Die Kladderadatsch-Affäre wird wie die Kotze-Affäre (und weitere) zu den Affären gerechnet, die das wilhelminische Kaiserreich und seine Hofgesellschaft ab den 1890er Jahren erschütterten. Im weiteren Verlauf der Affäre kam es zur Forderung des Herausgebers des Kladderadatsch Wilhelm Polstorff  durch den Diplomaten und Assistenten von Holsteins Alfred von Kiderlen-Waechter, welcher Polstorff bei dem Pistolenduell 1894 im Grunewald schwer verwundete. Kiderlen hatte die Forderung zur Ehrenrettung der Wilhelmstraße, also des Auswärtigen Amtes ausgesprochen.
1896 wurde Bothmer, offiziell aus Gesundheitsgründen, vorzeitig frühpensioniert. Er verlebte seinen Ruhestand in Berlin und war nach seinem kinderlosen Bruder Arthur Erbe des Familiengutes Landesbergen. Als Polstorff einige Jahre nach dem Duell mit Kiderlen am 30. April 1906 der empfangenen Verwundung erlag, fand sich in seinem Nachlass ein versiegeltes Schreiben, welches an Ernst von Bothmer gerichtet war. Umgehend nach dessen Erhalt erschoss sich von Bothmer am 1. Oktober 1906.

## Schriften
- Was sind und wollen die deutschen Corps, Deuerlich, Göttingen 1869 (Digitalisat)